# Green Velvet

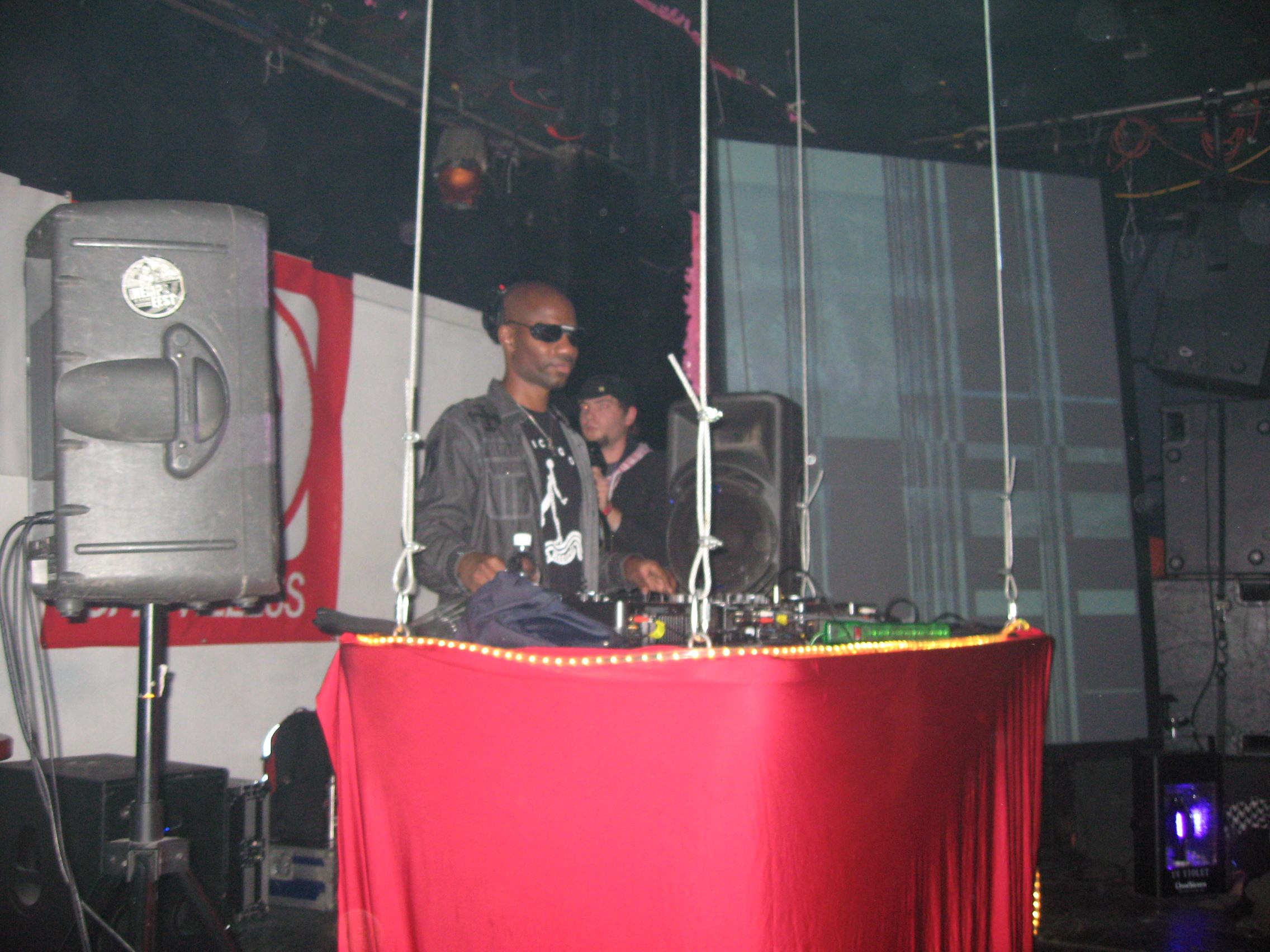
Curtis Jones legt als Cajmere auf dem Decibel Festival 2011 in Seattle auf.

Curtis Jones (* 26. April 1968 in Chicago), bekannt als Green Velvet (in früheren Jahren auch Cajmere), ist ein DJ und Produzent in der elektronischen Musikszene. Mit seinen Labels Cajual Records und dem Sublabel Relief Records, den Chicago-House-Labels schlechthin, war er Haupttriebkraft des Houserevivals in den 1990ern. Curtis Jones’ Stücke sind üblicherweise 909basiert, strikt oder sogar klassizistisch in der Ausführung.
Die als Cajmere veröffentlichten Tracks sind vielschichtig und ziemlich unterschiedlich. Kurze Samples von Stimmrudimenten, Sampling von Instrumentenpassagen aus anderen Tracks, Gesang auch, und fast ausschließlich die Verwendung nur der Basics der oft geshuffelten 909 und, neben der obligatorischen Houseorgel, einer Roland TB-303.
1995 veröffentlichte er als Green Velvet die erste hochbeachtete 2 x 12" Flash (Remixes), die neben dem Original Remixe des Tracks von DJ Sneak, Jellybean, DJ Rush, Boo Williams, Paul Johnson sowie das Stück I'm Losing My Mind enthielt. Die Platte wurde weltweit ein Clubhit. Sie fiel besonders durch die strikte 909, die fehlende Bassline, die zu einem Markenzeichen des Houserevivals in den 1990er wurde, den von ihm gewählten Erzählstil und die Fokussierung auf die Vocals auf. 2001 erschien La La Land, das 2002 auch ein großer Erfolg auf den Dancefloors war.
Discogs konstatiert für Platten unter dem Pseudonym Green Velvet: „[…] ohne Zweifel Fun-Schallplatten mit einfachen deklamierten Slogans“. Fast lyrisch ist das oft sequentielle dramaturgische Konzept der Stücke im Gegensatz zum betont repetitiven 4-to-the-floor und den minimalistisch reduzierten Motiven.

## Werdegang
Zunächst begann er unter dem Künstlernamen Green Velvet (dt. „Grüner Samt“) seine DJ-Karriere, später verwendet er diesen Namen auch für seine Non-Vocal-Releases, die er ab Mitte der 90er herausbrachte.
Gegen Ende der 90er ergänzt Green Velvet seine DJ-Tätigkeit zunehmend durch Live-Gigs, die seine Arbeit als Produzent stärker in den Vordergrund rücken. 1999 erscheint auf dem belgischen Label Music Man mit Constant Chaos das Debütalbum von Green Velvet. Kurze Zeit später werden auch seine Tracks der vergangenen Jahre auf zwei Compilations bekannt gemacht. Den Durchbruch erfolgt vor allem 2001 mit seinem Album Whatever und der darauf enthaltenen Hitsingle La La Land. Dies war der erste Song, der den Weg in die Charts fand. Green Velvet war zu dieser Zeit bereits eine international bekannte Größe in der Technoszene.